# هيزلغرين (ميزوري)
هيزلغرين (بالإنجليزية: Hazelgreen)‏ هي إحدى المجتمعات الفردية (غير مصنفة) في ولاية ميزوري في الولايات المتحدة الأمريكية.